# 聖セシリア小学校
聖セシリア小学校（せいせしりあしょうがっこう、英: St.Cecilia Elementary School）は、神奈川県大和市に所在する私立小学校である。設置・運営は学校法人大和学園。カトリック系のミッションスクールである。

## 概要
1932年（昭和7年）11月、男女共学の大和学園小学校として設立。創立者伊東静江はカトリックの敬虔な信者であり、教育には信仰と自然の恵みが欠かせぬという信念の下、土に親しみ自然に触れる中で神の摂理を識ることを教育理念に掲げた。以後、静江は「カトリック精神による豊かな人間形成」を教育目標に掲げた。
のちに学園長に就任した伊東静江の次女、伊東千鶴子は1972年に、「信じ、希望し、愛深く」を学園の校訓として掲げた。1979年（昭和54年）、学園創立50周年を機に、校称を「聖セシリア」に変更した。
男女の人数比はおよそ1対3である。
女子児童はそのほとんどが、併設の聖セシリア女子中学校・高等学校へ推薦入学している。
男子児童へは、それぞれが希望する中学校へ進学できるように一人一人に応じた進学相談等を実施し、難関中学校などに進学している。

## 教育目標
1. すすんで考える子
2. 最後までやりぬく子
3. まわりの人を大切にする子

三つのコンセプト
- 表現
- 体験
- 個を生かす

## 沿革
- 1929年（昭和4年）5月 - 大和学園女学校創立[3]（大和学園の創立）
- 1932年（昭和7年）11月 - 大和学園小学校設立（男女共学）[3]
- 1980年（昭和55年）5月 - 聖セシリア小学校と改称[3]
- 1998年（平成10年） 小学校専用体育館完成。

## 交通
- 小田急江ノ島線南林間駅より徒歩7分[4]。
- 小田急江ノ島線、東急田園都市線中央林間駅より徒歩12分[4]。

## 系列学校
- 聖セシリア女子中学校・高等学校
- 聖セシリア幼稚園
- 聖セシリア喜多見幼稚園
- モニカ保育園